# Gromadzkie
Gromadzkie (lit. Gramackai) – wieś na Litwie, w okręgu wileńskim, w rejonie święciańskim, w gminie Nowe Święciany.

## Historia
W czasach zaborów wieś w powiecie święciańskim, w guberni wileńskiej Imperium Rosyjskiego. W 1866 roku miała 11 dusz rewizyjnych, należała do dóbr skarbowych Święciany. W 1905 roku liczyła 45 mieszkańców.
W dwudziestoleciu międzywojennym wieś leżała w Polsce, w województwie wileńskim, w powiecie święciańskim, w gminie Kołtyniany.
W 1931 w 8 domach zamieszkiwało 48 osób.
Miejscowość należała do parafii rzymskokatolickiej w Nowych Święcianch. Podlegała pod Sąd Grodzki w Święcianach i Okręgowy w Wilnie; właściwy urząd pocztowy mieścił się w Nowych Święcianach.
Od 1945 roku w Litewskiej Socjalistycznej Republice Radzieckiej.
Od 1990 na niepodległej Litwie.